# Domangart I av Dalriada
Domangart I av Dalriada eller Domangart mac Ferguso var kung över Dalriada i början på 500-talet, troligtvis mellan åren 501 och 507. Han tillträdde tronen efter sin far, Fergus I död. Domangart hade åtminstone två söner som båda blev kungar över Dalriada. Domangart I ska ha varit närvarande när Sankt Patrick dog 493. När Domangart I dog efterträddes han av sin son Comgall av Dalriada.